# Ian Walters
Ian Homer Walters (Solihull, 9 april 1930 – Londen, 2 augustus 2006) was een Engelse beeldhouwer.

## Leven en werk
Walters studeerde beeldhouwkunst bij William Bloye aan de Birmingham School of Art.
Na zijn dienstplicht te hebben vervuld gaf hij eerst beeldhouwles aan het Stourbridge College of Art en van 1957 tot 1981 aan de Guildford School of Art. Walters nam in de zestiger jaren als overtuigd socialist deel aan Tito's programma voor kunst in de openbare ruimte in Joegoslavië en werkte in de zeventiger jaren samen met de anti-apartheidsbeweging en het Zuid-Afrikaanse Afrikaans Nationaal Congres (ANC).

## Werken (selectie)
Sculpturen die deel uitmaken van de beeldenroute South Bank Sculpture Stroll:
- International Brigade Memorial (1985), Jubilee Gardens in Londen
- Buste Nelson Mandela (1985), Queen Elizabeth Hall in Londen

Overige werken:
- Standbeeld Fenner Brockway, Red Lion Square in Londen,
- Standbeeld Harold Wilson, St. Georges Square in Huddersfield
- Standbeeld Stephen Hawking, Centre for Theoretical Cosmology in Cambridge
- Buste Trevor Huddlestone (1999), Silver Street in Bedford
- Model voor het standbeeld Nelson Mandela op Parliament Square in Londen (na de dood van Ian Walters in brons gegoten en onthuld)
- The Bronze Woman (2008), Londen-Stockwell (voltooid naar een ontwerp van Ian Walters door de beeldhouwer Aleix Barbat)

## Fotogalerij

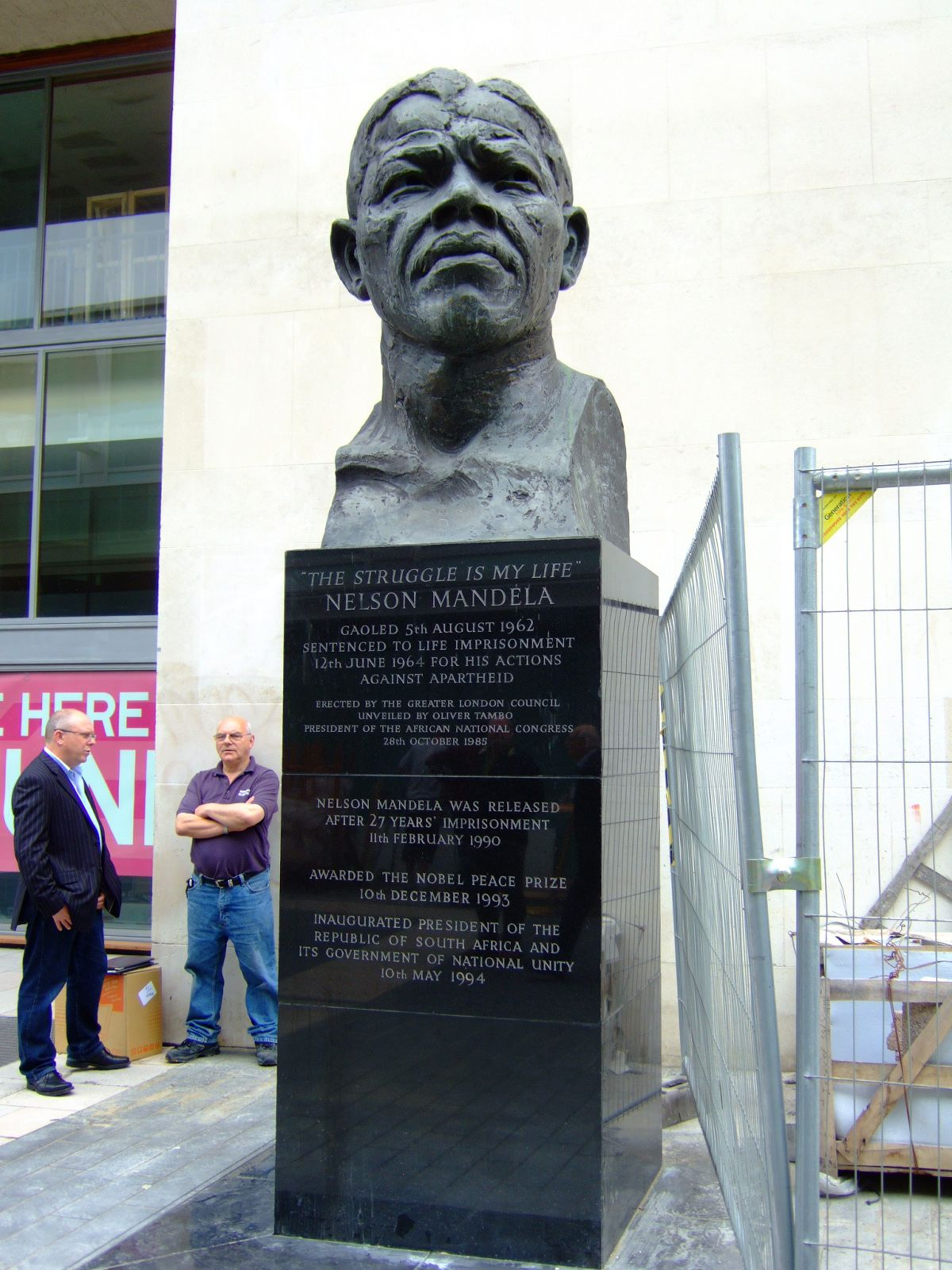
Buste Nelson Mandela, Londen
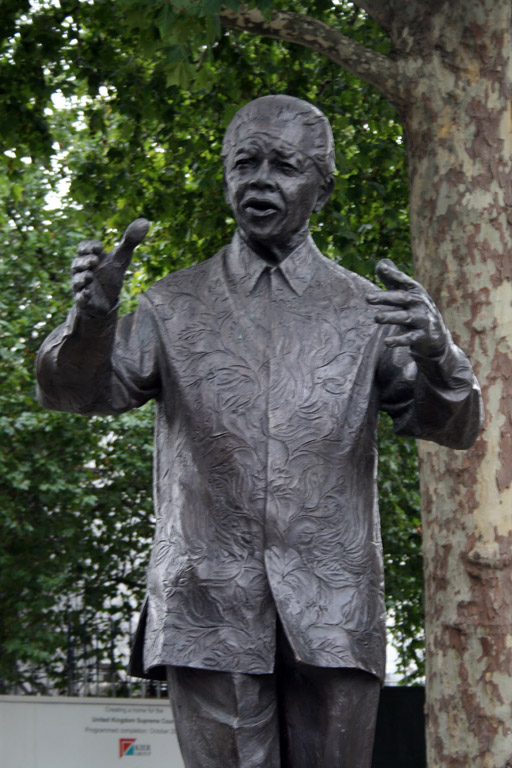
Standbeeld Nelson Mandela, Londen
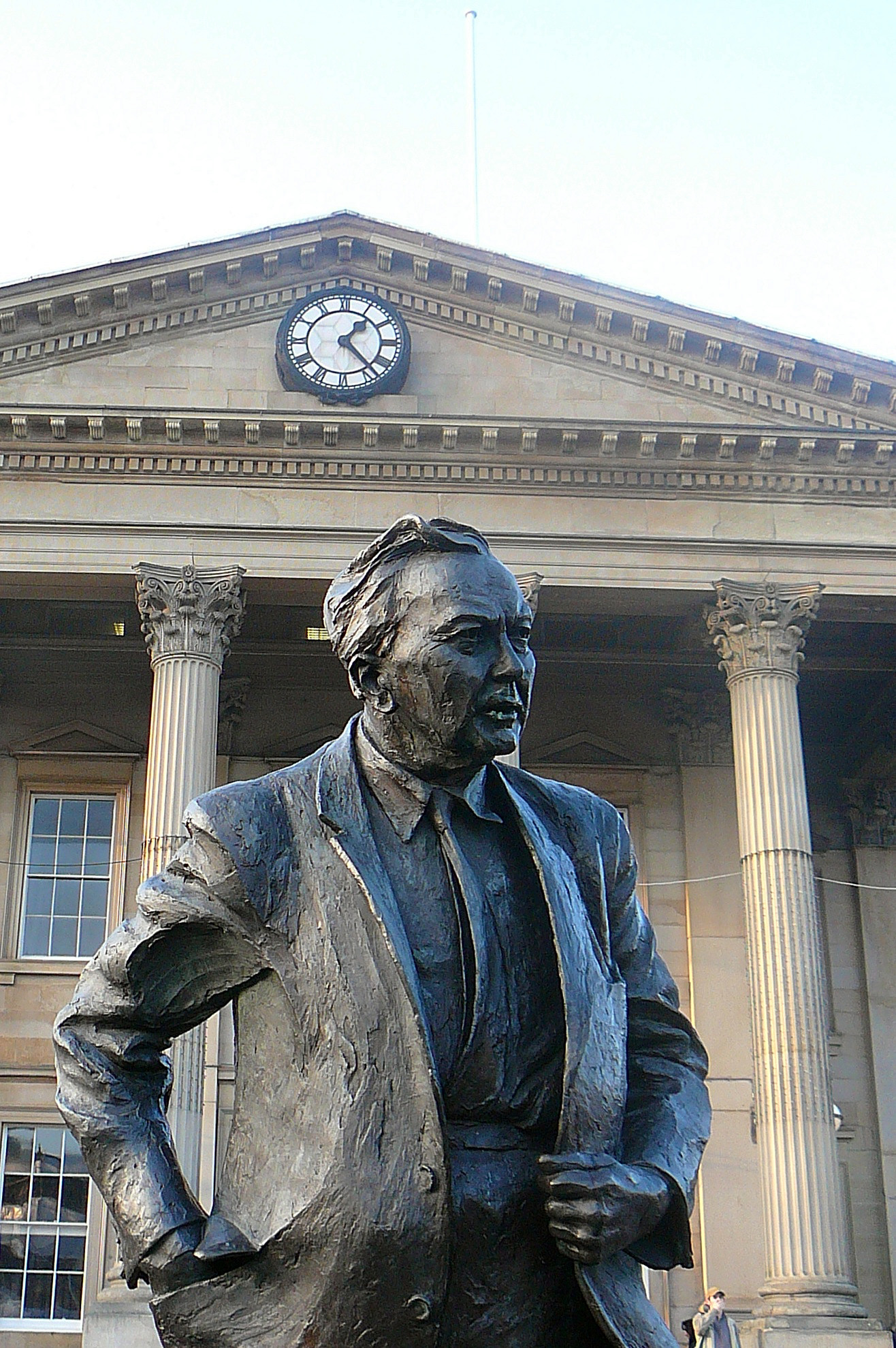
Harold Wilson, Huddersfield
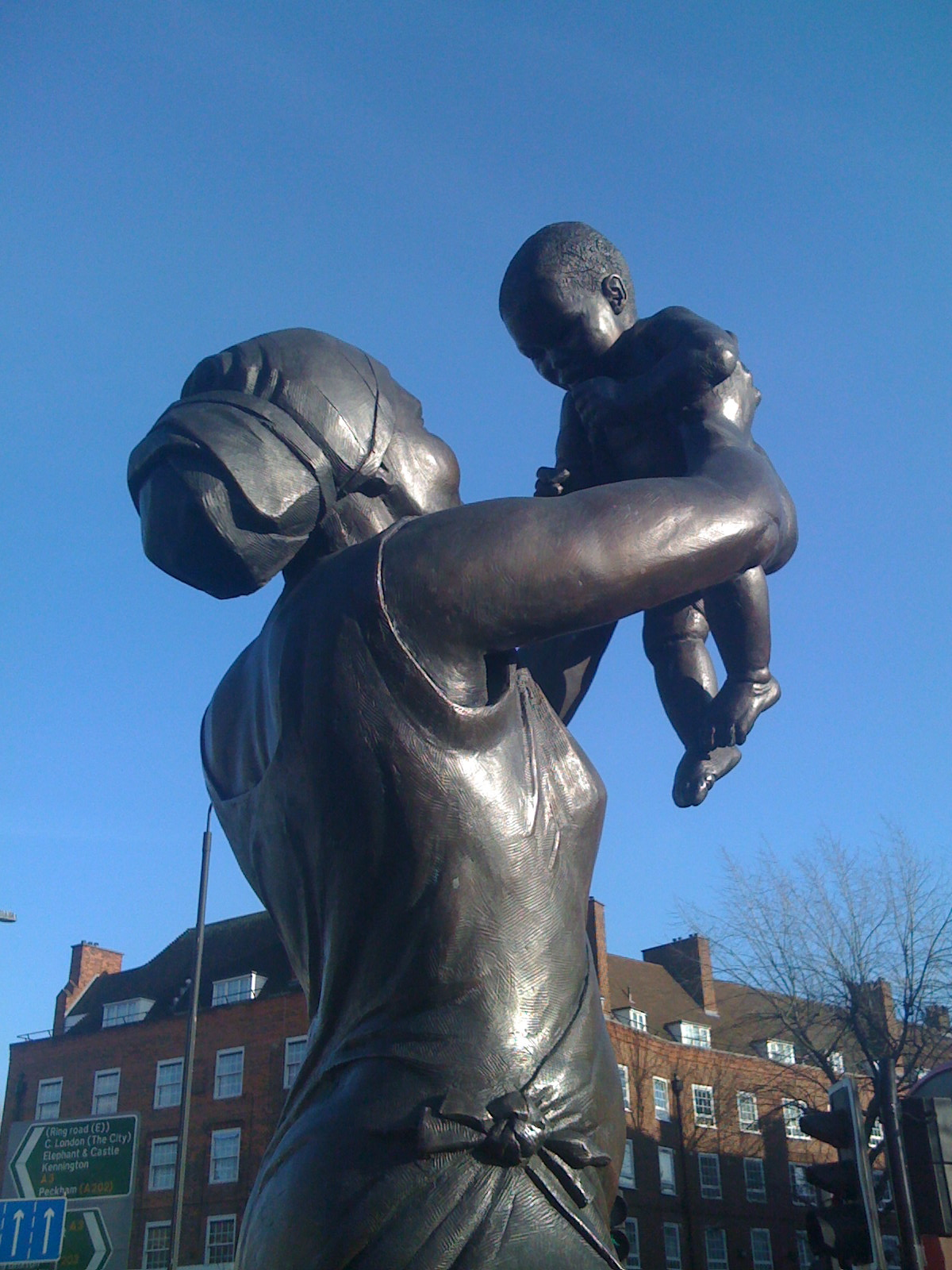
The Bronze Woman, Londen-Stockwell